# Super High Roller Bowl Pot Limit Omaha

Logo des Super High Roller Bowl

Der Super High Roller Bowl Pot Limit Omaha war die 17. Austragung dieses Pokerturniers und wurde von Poker Central veranstaltet. Er wurde vom 16. bis 18. Oktober 2023 im PokerGO Studio im Aria Resort & Casino in Paradise am Las Vegas Strip ausgespielt. Das Event wurde erstmals in Pot Limit Omaha ausgetragen und war mit seinem Buy-in von 100.000 US-Dollar das teuerste Pokerturnier des Jahres 2023 in dieser Pokervariante.

## Struktur

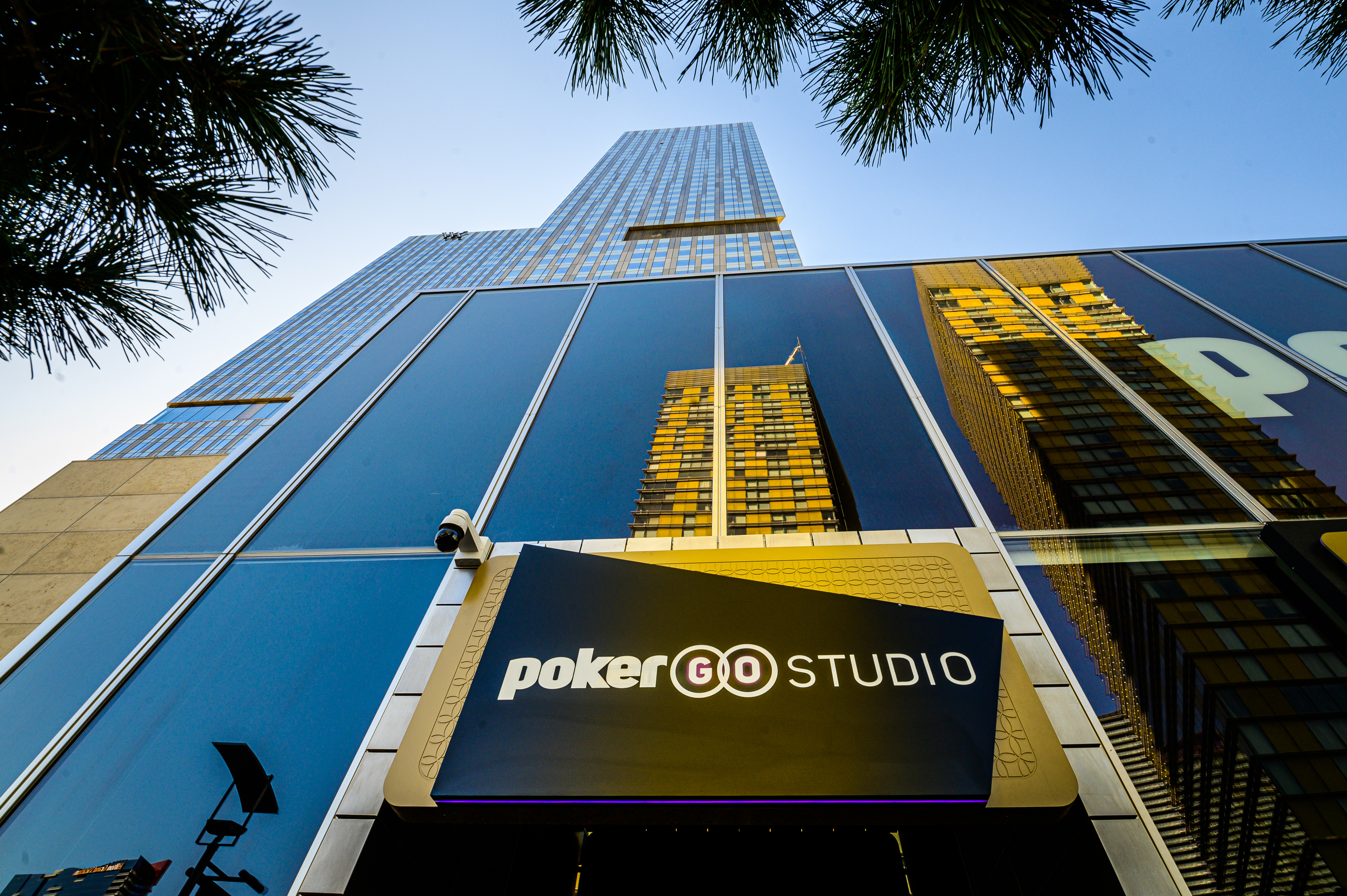
Das PokerGO Studio im Aria Resort & Casino (2019)

Das Turnier in der Variante Pot Limit Omaha wurde vom 16. bis 18. Oktober 2023 gespielt. Das Buy-in betrug, anders als bei den Austragungen in No Limit Hold’em, 100.000 statt 300.000 US-Dollar. Das Turnier war Teil der PokerGO Tour, die über das Kalenderjahr 2023 läuft. Der zweite und dritte Turniertag wurde live und kostenlos auf dem YouTube-Kanal von PokerGO übertragen.

## Teilnehmer
Die 34 Teilnehmer lauteten:
- Jeremy Ausmus
- Jared Bleznick
- Chris Brewer
- László Bujtás
- Stephen Chidwick
- Frank Crivello
- Michael Duek
- Alex Foxen
- Phil Galfond
- Ap Garza
- Richard Gryko
- Isaac Haxton
- Adam Hendrix
- Jan-Peter Jachtmann
- Wesselin Karakitukow
- Aaron Katz
- Isaac Kempton
- Jason Koon
- Jonas Kronwitter
- Ben Lamb
- Florian Langmann
- Andrij Ljubowezkyj
- Artem Maksimov
- Daniel Negreanu
- Eelis Pärssinen
- Brian Rast
- David Rheem
- John Riordan
- Nick Schulman
- Sam Soverel
- Ben Tollerene
- Steven Veneziano
- Dylan Weisman
- Sean Winter

## Ergebnisse
Alle Spieler starteten mit einem Stack von 300.000 Chips. Von den 34 Spielern kauften sich 4 erneut in das Event ein und generierten so einen Preispool von 3,8 Millionen US-Dollar. Den ersten Turniertag beendete Jared Bleznick mit mehr als 1,7 Millionen Chips als Führender der verbliebenen 17 Spieler. Am zweiten Tag wurde bis Erreichen des Finaltischs gespielt. Isaac Haxton hielt mit rund 4,5 Millionen Chips den Chiplead der letzten 7 Spieler. Am finalen Turniertag spielten sich die Chipleader der ersten beiden Tage ins Heads-Up. Dort sicherte sich Bleznick den Titel und erhielt knapp 1,3 Millionen US-Dollar sowie 400 Punkte für das Leaderboard der PokerGO Tour.
| Platz | Herkunft               | Spieler          | Preisgeld (in $) |
| ----- | ---------------------- | ---------------- | ---------------- |
| 1     | Vereinigte Staaten     | Jared Bleznick   | 1.292.000        |
| 2     | Vereinigte Staaten     | Isaac Haxton     | 0.836.000        |
| 3     | Vereinigtes Konigreich | Stephen Chidwick | 0.570.000        |
| 4     | Vereinigte Staaten     | Isaac Kempton    | 0.418.000        |
| 5     | Vereinigte Staaten     | Aaron Katz       | 0.304.000        |
| 6     | Vereinigte Staaten     | Frank Crivello   | 0.228.000        |
| 7     | Vereinigte Staaten     | David Rheem      | 0.152.000        |